# Alan Quinn
Alan Quinn (ur. 13 czerwca 1979 w Dublinie) – irlandzki piłkarz występujący na pozycji pomocnika.

## Kariera klubowa
Quinn jako junior grał w zespołach Manortown United oraz Cherry Orchard. W 1997 roku został graczem angielskiego Sheffield Wednesday z Premier League. W lidze tej zadebiutował 25 kwietnia 1998 w wygranym 3:1 meczu z Evertonem. 5 grudnia 1999 w zremisowanym 1:1 pojedynku również z Evertonem strzelił swojego pierwszego gola w Premier League. W sezonie 1999/2000 wraz z zespołem spadł do Division One, a w sezonie 2002/2003 do Division Two. W sezonie 2003/2004 przebywał na wypożyczeniu w Sunderlandzie z Division One.
W 2004 roku Quinn przeszedł do klubu Sheffield United, grającego w Championship. W sezonie 2005/2006 awansował z zespołem do Premier League. W kolejnym sezonie spadł z nim jednak do Championship. W trakcie sezonu 2007/2008 przeniósł się do innego zespołu tej ligi, Ipswich Town. Grał tam do 2011 roku. Ostatnim klubem w karierze Quinna był amatorski Handsworth Parramore, gdzie występował w 2014 roku.
W Premier League rozegrał 40 spotkań i zdobył 3 bramki.

## Kariera reprezentacyjna
W reprezentacji Irlandii Quinn zadebiutował 30 kwietnia 2003 w wygranym 1:0 towarzyskim meczu z Norwegią. W latach 2003–2007 w drużynie narodowej rozegrał 8 spotkań.